# Attentats du 13 novembre 2015 dans la culture
La bibliographie des attentats du 13 novembre 2015 en France recense les ouvrages ayant trait aux attentats du 13 novembre 2015 en France publié sur ce sujet ou les sujets connexes après ces faits ou peu avant.

## Ouvrages sur le déroulement des attentats

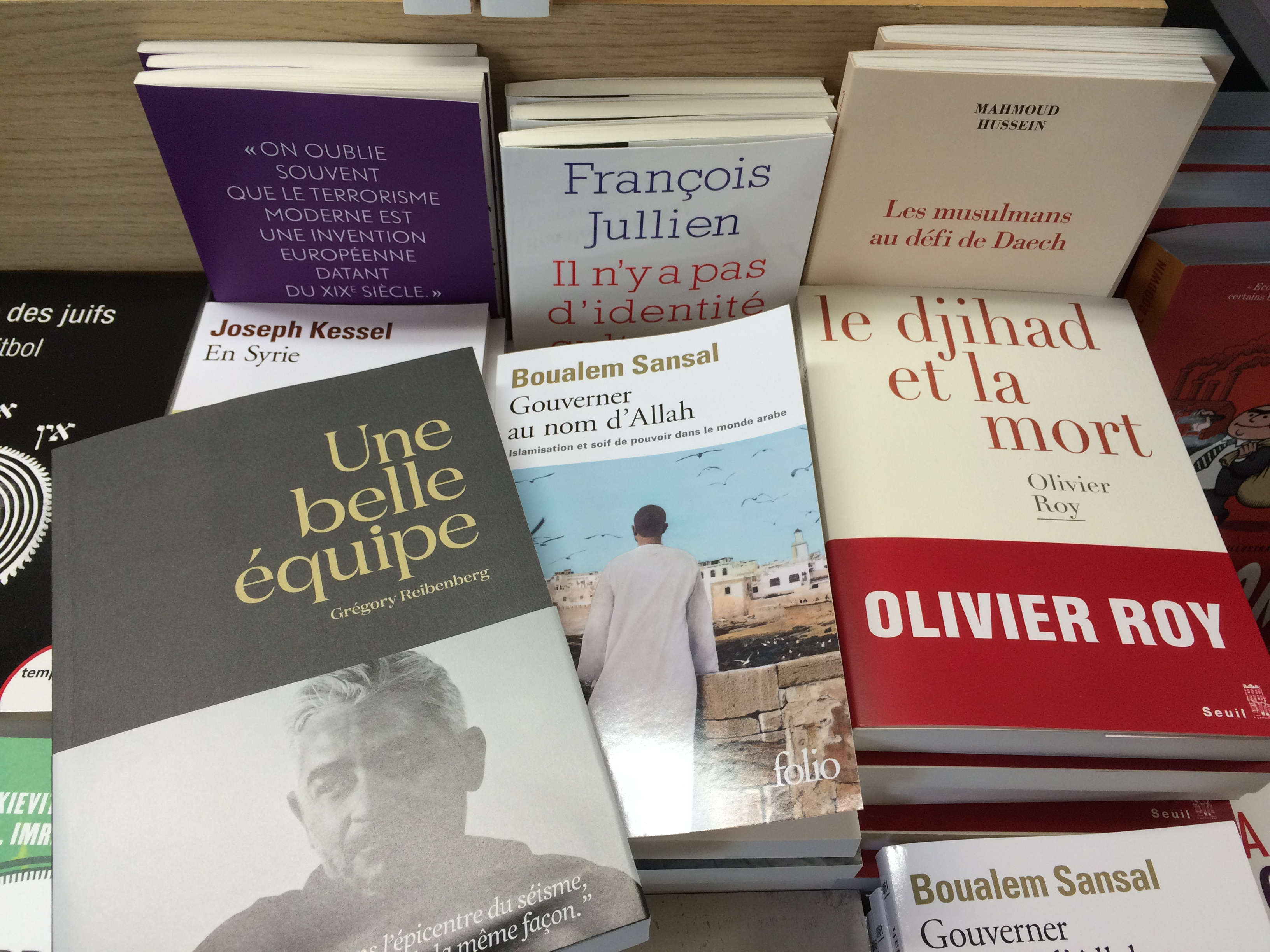
Étal de livres sur le terrorisme en novembre 2016.

- Frédéric Ploquin (auteur), Matthieu Langlois (avec la contribution de), Médecin du RAID : Vivre en état d'urgence, Paris, Editions Albin Michel, 19 octobre 2016, 201 p. (ISBN 978-2-226-39188-9 et 2-226-39188-6)
- Anne-Clémentine Larroque, Charles Nadaud, Jean-Baptiste Guégan, Sortir du Bataclan : Récit et analyses, Paris, Bréal, 28 octobre 2016, 200 p. (ISBN 978-2-7495-3598-2 et 2-7495-3598-0)
- Anne Giudicelli et Luc Brahy, 13-11 reconstitution d'un attentat, Paris 13 novembre 2015, Paris, Delcourt, 3 novembre 2016, 125 p. (ISBN 978-2-7560-8381-0, lire en ligne)
- Jean-Michel Decugis, François Malye, Jérôme Vincent, Les coulisses du 13 novembre, Paris, Plon, 10 novembre 2016, 281 p. (ISBN 978-2-259-25104-4 et 2-259-25104-8)
- Daniel Cerdan, Assauts : au coeur des commandos qui ont abattu les terroristes, Paris, Ring, 20 octobre 2016, 307 p. (ISBN 979-10-91447-46-1)
- Philippe Cohen-Grillet, Nos années de plomb : Du Caire au Bataclan, Paris, Plein Jour, 6 octobre 2016, 235 p. (ISBN 978-2-37067-022-9 et 2-37067-022-3)
- « Sonia », Claire Andrieux, Témoin, Paris, Robert Laffont, 3 novembre 2016, 207 p. (ISBN 978-2-221-19636-6 et 2-221-19636-8)
- Christian Chevandier, Mémoires d'une tragédie : Les policiers du 13 novembre 2015, Paris, Robert Laffont, 13 janvier 2022, 318 p. (ISBN 978-2-221-25982-5, OCLC 1319653799)
- Matthieu Suc, Vendredi 13 : BRI, DGSE, DGSI... : que s'est-il vraiment passé cette nuit-là ?, Paris, HarperCollins, 4 octobre 2023, 288 p. (ISBN 979-10-339-1553-9)

## Témoignages de familles victimes et proches
- Antoine Leiris, Vous n'aurez pas ma haine, Paris, Fayard, 30 mars 2016, 138 p. (ISBN 978-2-213-70129-5 et 2-213-70129-6)
- Georges Salines, L'Indicible de A à Z, Paris, Seuil, 1er septembre 2016, 233 p. (ISBN 978-2-02-133420-3 et 2-02-133420-1)
- Zineb El Rhazoui (auteur), Marie Pinsard (avec la contribution de), 13 - Zineb raconte l'enfer du 13 novembre avec 13 témoins au cœur des attaques, Paris, Ring, 24 mars 2016, 296 p. (ISBN 979-10-91447-45-4)
- Gregory Reibenberg, Une Belle Équipe, Paris, Heliopoles, 10 novembre 2016 (ISBN 978-2-919006-50-2 et 2-919006-50-9)
- Fred Dewilde, Mon Bataclan : Vivre encore, Paris, Lemieux Editeur, 18 octobre 2016, 46 p. (ISBN 978-2-37344-081-2 et 2-37344-081-4)
- Aurélie Silvestre, Nos 14 novembre, Paris, Jean-Claude Lattès, 9 novembre 2016, 274 p. (ISBN 978-2-7096-5926-0 et 2-7096-5926-3)
- Arnaud Fradin, Nuit sans étoiles sur les toits du Bataclan, Paris, Fleurines, 17 février 2016 (ISBN 978-2-912690-64-7 et 2-912690-64-1)
- Danielle Mérian et Tania de Montaigne, Nous n'avons pas fini de nous aimer, Paris, Grasset, 2 novembre 2016, 144 p. (ISBN 978-2-246-86273-4 et 2-246-86273-6, présentation en ligne)
- Lucile Berland et al., En vie : paroles d'espoir de rescapés d'attentats, Paris, éditions Hugo Doc, 5 janvier 2017, 152 p. (ISBN 978-2-7556-2941-5)[1]
- Patrick Pelloux, L'instinct de vie, Le Cherche Midi, mars 2017, 176 p.  (ISBN 978-2-7491-5437-4)[2]
- Aristide Barraud, Mais ne sombre pas, Paris, Seuil, 19 octobre 2017, 176 p.  (ISBN 978-2021364583)[3]
- Catherine Bertrand, Chroniques d'une survivante : carnet dessiné, Paris, Editions De La Martinière, 4 octobre 2018, 168 p. (ISBN 9782732489261)[4],[5]
- Caroline Langlade, Sortie(s) de secours, Paris, Robert Laffont, 2 novembre 2017, 324 p. (ISBN 978-2-221-19764-6 et 2-221-19764-X)- préface de François Hollande[6].
- Samia Maktouf, Je défendrai la vie autant que vous prêchez la mort, Paris, Michel Lafon, 2 novembre 2017, 272 p. (ISBN 978-2-7499-3402-0)[7].
- Philippe Lançon, Le Lambeau, Paris, Gallimard, 12 avril 2018, 512 p. (ISBN 978-2-07-268907-9)[8] ; Prix Femina 2018[9].
- Erwan Larher, Le Livre que je ne voulais pas écrire, Paris, Quidam éditeur, 3 novembre 2016, 259 p. (ISBN 978-2-37491-063-5)[10]
- Riss, Une minute quarante-neuf secondes : récit, Arles/Paris, Actes Sud/éditions Rotative, octobre 2019, 320 p. (ISBN 978-2-330-12716-9)
- Antoine Leiris, La vie, après : récit, Paris, Robert Laffont, 17 octobre 2019, 170 p. (ISBN 978-2-221-24641-2)
- David Fritz Goeppinger, Un jour dans notre vie, Paris, Pygmalion, 14 octobre 2020, 272 p. (ISBN 978-2-756-43300-4)
- Jean-Pierre Albertini, Mourir au Bataclan, Paris, Mareuil Éditions, 15 octobre 2020, 205 p. (ISBN 978-2-372-54171-8)
- Sylvie Pétard et Erick Pétard, Attentats du Bataclan : l'espérance qui nous fait vivre, Paris, Éditions Artège, 1er septembre 2021, 240 p. (ISBN 979-1-033-61151-6)
- Victor Rouart et Luc-Antoine Lenoir, Comment pourrais-je pardonner ?, Paris, Éditions de l'Observatoire, 8 septembre 2021, 160 p. (ISBN 979-1-032-91892-0)
- Emmanuel Carrère (postface Grégoire Leménager), V13 : chronique judiciaire, Paris, P.O.L, 25 août 2022, 368 p. (ISBN 978-2-8180-5606-6, OCLC 1343692108)
- Sylvie Caster, 13 novembre : chroniques d'un procès, Paris, Les Échappés, 6 octobre 2022, 352 p. (ISBN 978-2-35766-195-0, OCLC 1350606128)

## Hommages
- Collectif, Je suis Paris, Paris, Michel Lafon, 3 novembre 2016, 222 p. (ISBN 978-2-7499-3170-8 et 2-7499-3170-3) - Recueil de 1 000 témoignages déposés sur les lieux.
- Collectif (Verlaine, Rimbaud, Verhaeren, Du Bellay, Baudelaire, Sully-Prudhomme, Moreau, De Nerval, Samain, Boileau, Hugo...), Pour La Belle Equipe, Le Carillon, Le Petit Cambodge, La Bonne Bière, Casa Nostra, Le Bataclan, Paris, Le Contrepoint, 10 décembre 2015 (ISBN 978-2-37063-046-9 et 2-37063-046-9)
- Chanson du groupe de rock FTP

## Ouvrages sur le djihadisme et l'islamisme
- Gilles Kepel, La Fracture, Paris, coédition Gallimard / France Culture, 4 novembre 2016, 275 p. (ISBN 978-2-07-270129-0)
- Olivier Roy, Le Djihad et la mort, Paris, Seuil, 13 octobre 2016, 175 p. (ISBN 978-2-02-132704-5 et 2-02-132704-3)
- François Burgat, Comprendre l'islam politique : Une trajectoire de recherche sur l'altérité islamiste, 1973-2016, Paris, La Découverte, 20 octobre 2016, 310 p. (ISBN 978-2-7071-9213-4 et 2-7071-9213-9)
- Alain Bertho, Les enfants du chaos : Essai sur le temps des martyrs, Paris, La Découverte, 21 janvier 2016, 210 p. (ISBN 978-2-7071-8877-9 et 2-7071-8877-8)
- Gilles Kepel, Terreur dans l'Hexagone : Genèse du djihad français, Paris, coédition Gallimard, 14 décembre 2015, 352 p. (ISBN 978-2-07-010562-5 et 2-07-010562-8)
- Marc Trévidic, Terroristes : les sept piliers de la déraison, Paris, Le Livre de Poche, 8 janvier 2014, 284 p. (ISBN 978-2-253-17816-3 et 2-253-17816-0)
- David Thomson, Les Français jihadistes, Paris, Les Arènes, 6 mars 2014, 256 p. (ISBN 978-2-35204-327-0 et 2-35204-327-1)
- David Thomson, Les Revenants, Paris, Seuil - Les Jours, décembre 2016, 295 p. (ISBN 978-2-02-134939-9)
- Farhad Khosrokhavar, Radicalisation, Saint-Denis, Maison des Sciences de l'Homme, 12 décembre 2014, 192 p. (ISBN 978-2-7351-1756-7 et 2-7351-1756-1, présentation en ligne)
- Matthieu Suc, Femmes de djihadistes, Fayard, 11 mai 2016, 379 p. (ISBN 978-2-213-68753-7, OCLC 1301977654)
- Joby Warrick (trad. Tancrède Muiras), Sous le drapeau noir : Enquête sur Daesh, Paris, Le Cherche Midi, 6 octobre 2016, 423 p. (ISBN 978-2-7491-5088-8 et 2-7491-5088-4)
- Fethi Benslama, Un furieux désir de sacrifice : Le surmusulman, Paris, Seuil, 12 mai 2016, 148 p. (ISBN 978-2-02-131909-5 et 2-02-131909-1)
- Pierre Puchot, Romain Caillet, Le combat vous a été prescrit. Une histoire du jihad en France, Paris, Stock, 25 octobre 2017, 298 p. (ISBN 978-2-234-08250-2)[11],[12]

## Ouvrages sur les droits et la sécurité
- Antoine Garapon et Michel Rosenfeld, Démocraties sous stress, les défis du terrorisme global, Paris, Presses universitaires de France, 6 octobre 2016, 217 p. (ISBN 978-2-13-074997-4 et 2-13-074997-6)
- Olivier Beaud,  Cécile Guérin-Bargues, L'état d'urgence : une étude constitutionnelle, historique et critique, Paris, LGDJ, novembre 2016, 186 p. (ISBN 978-2-275-05503-9)
- Paul Cassia, Contre l'état d'urgence, Paris, Dalloz, 9 novembre 2016, 250 p. (ISBN 978-2-247-16875-0)
- Vanessa Codaccioni, Justice d'exception : l'État face aux crimes politiques et terroristes, Paris, CNRS Éditions, décembre 2015, 316 p. (ISBN 978-2-271-08598-6)
- William Bourdon, Les Dérives de l'état d'urgence[13], Paris, Plon, 26 janvier 2017, 320 p. (ISBN 978-2-259-25215-7)
- Raphaël Kempf, Ennemis d'État: Les lois scélérates, des « anarchistes » aux « terroristes », Paris, La Fabrique, 11 septembre 2019, 180 p.  (ISBN 978-2358721882)

## Romans
- Christian Lejale, PARIS 13 novembre 2015, Paris, IMAGINE & Co, 24 août 2016, 327 p. (ISBN 979-10-91151-04-7)
- Dorian Meune, Au nom de quoi, Paris, CreateSpace Independent Publishing Platform, 8 mai 2016, 234 p. (ISBN 978-1-5328-2910-9 et 1-5328-2910-8)
- Frederika Amalia Finkelstein, Survivre : roman, Paris, L'Arpenteur, 3 novembre 2016, 141 p. (ISBN 978-2-07-274124-1)[10]
- Adrien Genoudet, L’Étreinte, Paris, Inculte, 20 septembre 2017, 133 p. (ISBN 979-10-95086-46-8)[10]
- Brice Matthieussent, Identités françaises : roman, Paris, Phébus, 17 août 2017, 294 p. (ISBN 978-2-7529-1120-9)[10]
- Alexandre Tallem, L’éveil — Banlieue est, Paris, Éditions de Beauvilliers, 15 novembre 2021, 280 p.  (ISBN 978-2-381-23078-8)[14]

## Théâtre
- Une chambre en Inde, spectacle créé à La Cartoucherie de Vincennes par la troupe du Théâtre du Soleil, sous la direction d'Ariane Mnouchkine. Le texte a été en partie écrit par Hélène Cixous.
- Vendredi 13, spectacle créé en 2018 au Théâtre La Reine Blanche à Paris par Jean-Louis Bauer[15].

## Poésie
- Collectif, Nous aimons la vie plus que vous n'aimez la mort ! : contre la terreur, les poètes résistent, Paris, éditions Al-Manar, 11 mai 2016, 107 p. (ISBN 978-2-36426-070-2)

## Essais
- Alain Caillé, Redignez-vous ! Journal de l’après 13 Novembre 2015, Paris, Le Bord de l'eau, 14 novembre 2016, 40 p. (ISBN 978-2-35687-448-1)
- Pierre Terzian, Il paraît que nous sommes en guerre, Paris, sun/sun, 16 octobre 2016, 39 p. (ISBN 979-10-95233-04-6)
- Leïla Slimani, Le diable est dans les détails, Paris, éditions de l'Aube, coll. « Le 1 », 24 novembre 2016, 62 p. (ISBN 978-2-8159-2144-2)Recueil contenant le texte Intégristes je vous hais, rédigé au lendemain des attentats du 13 novembre 2015.
- Collectif (trad. de l'allemand par Frédéric Joly (anglais et allemand) et Jean-Marie Saint-Lu (espagnol), préf. Heinrich Geiselberger), L'Âge de la régression, Paris, éditions Premier parallèle, 13 avril 2017, 316 p. (ISBN 979-10-94841-48-8)
- Arthur Dénouveaux et Antoine Garapon, Victimes, et après ?, Paris, éditions Gallimard, 7 novembre 2019, 48 p. (ISBN 978-2072887208)

## Cinéma
- Nocturama est un film dramatique français de 2016 réalisé par Bertrand Bonello figurant des attentats multiples à Paris
- Bastille Day est un film d'action américano-franco-britannique réalisé par James Watkins sorti le 13 juillet 2016 et figure un attentat à Paris le jour de la fête nationale.
- 13 novembre : Fluctuat Nec Mergitur (November 13: Attack on Paris) (juin 2018, série télévisée documentaire de Jules Naudet et Gédéon Naudet sur Netflix)
- L'Atelier, film sorti en 2017 comporte de courtes séquences qui font directement référence aux évènements survenus au Bataclan[16].
- Amanda, film de Mikhael Hers sorti en 2018 évoque l'absence d'un parent disparu après un attentat, présenté implicitement comme ceux du 13-Novembre[17].
- Soumaya (2019), film de Waheed Khan et Ubaydah Abu-Usayd, cadre dont la vie bascule au moment des attentats[18]
- Novembre (2022), film de Cédric Jimenez, revient sur l'enquête policière les cinq jours qui ont suivi les attentats[19].
- Vous n'aurez pas ma haine (2022)
- Revoir Paris d'Alice Winocour, évoque la reconstruction d'une survivante des attentats.

## Télévision
- En thérapie, série télévisée française se déroulant dans le cabinet d'un psychanalyste où l'un des 5 patients joué par Reda Kateb est un policier de la BRI tourmenté par sa rage après les événements du Bataclan[20] ;
- La Mythomane du Bataclan, mini-série télévisée de Just Philippot (2023-2024).
- Les Espions de la terreur mini-série de Rodolphe Tissot diffusée sur M6 en 2024.